# Dungarvan

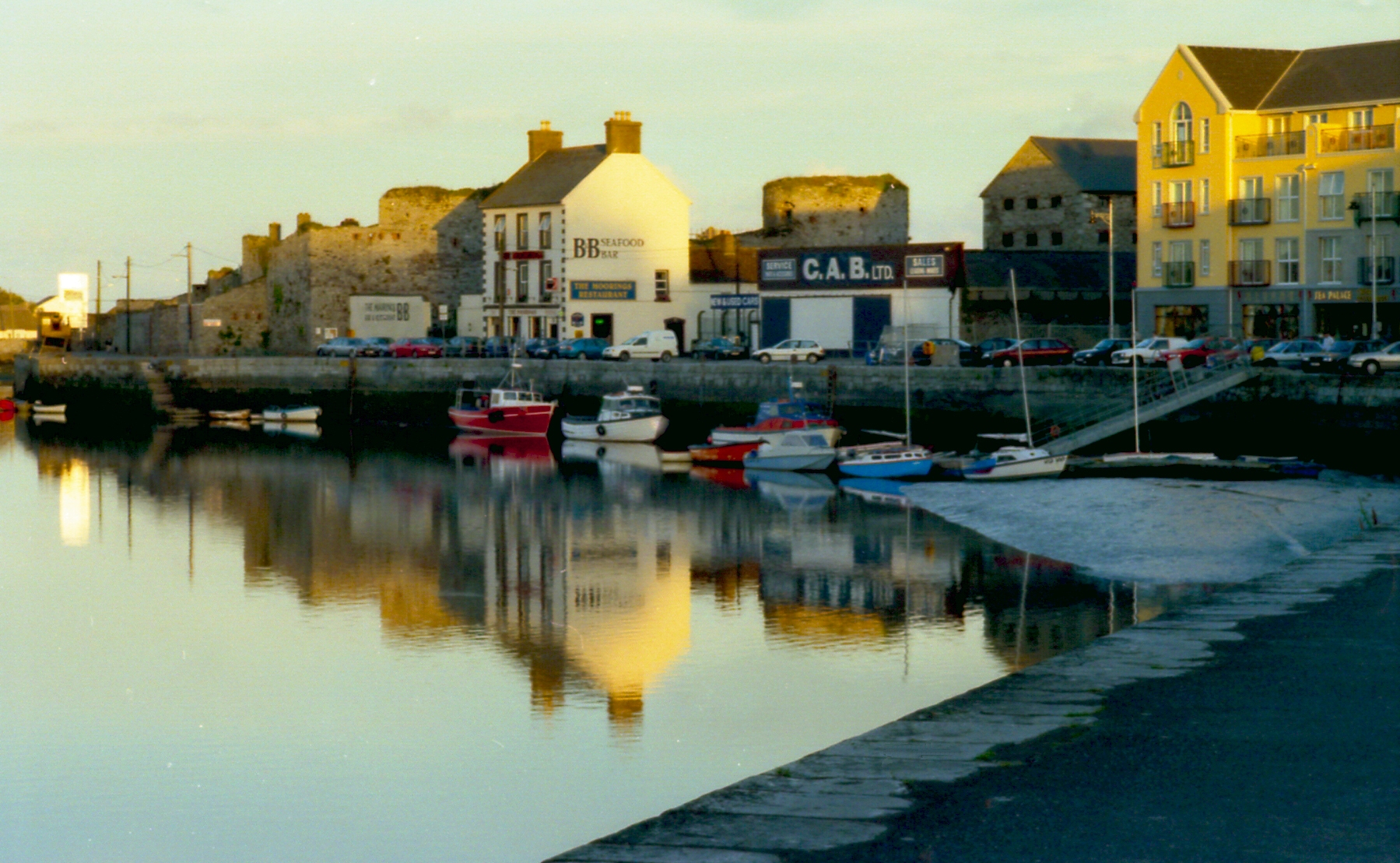
Dungarvanský přístav

Dungarvan (irsky Dún Garbháin) je irské přímořské město a přístav v hrabství Waterford. Nachází se zhruba na polovině cesty mezi Waterfordem a Corkem na silnici N25.
Dungarvan má 7813 obyvatel (2006).